# Marina (jachting)

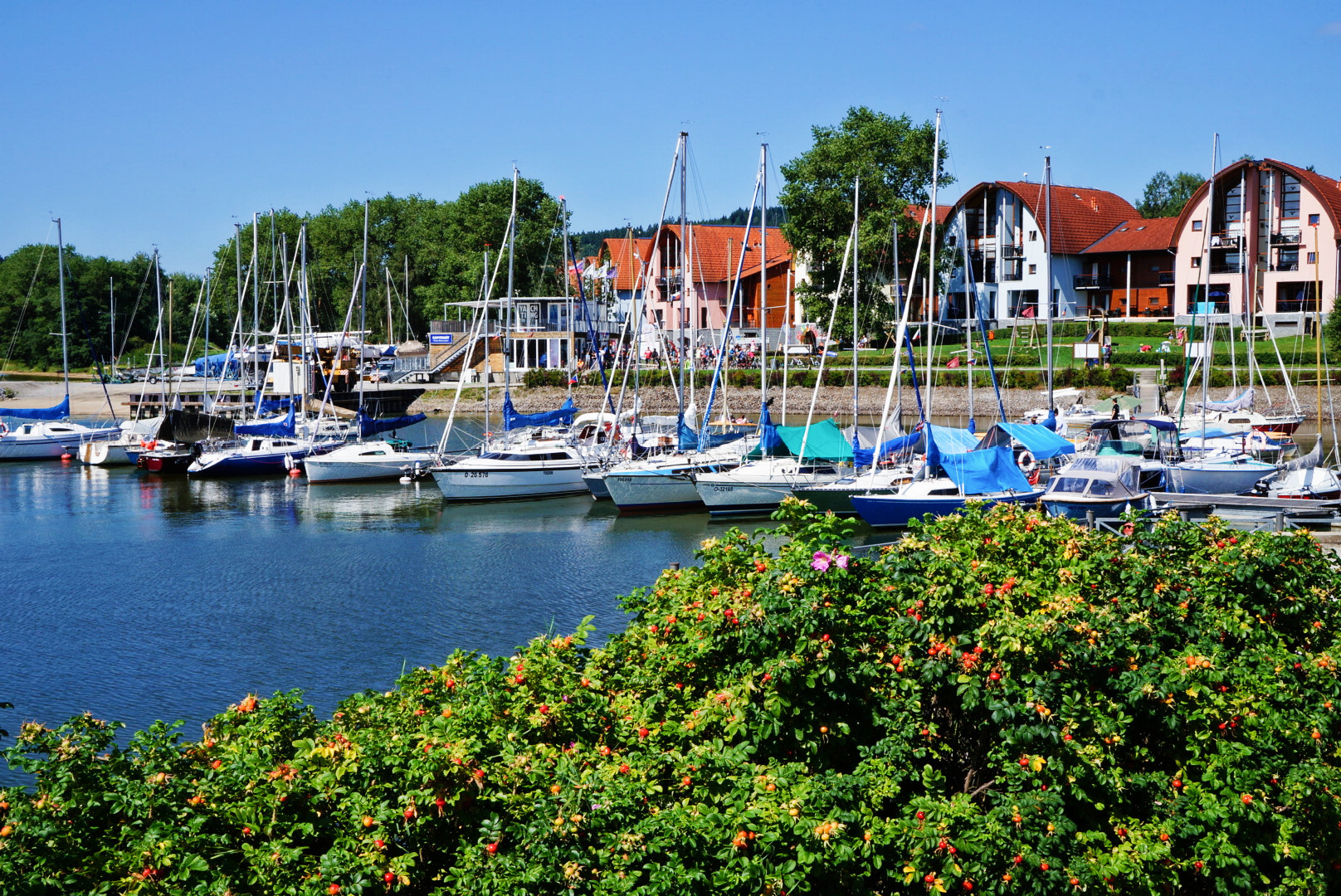
Marina na nádrži Lipno v obci Lipno nad Vltavou

Marina je přístaviště, dok či kotviště menších lodí, člunů a jachet či plachetnic. Na rozdíl od přístavu odsud neodplouvají velké osobní či nákladní lodě. Slouží k bezpečnému ukotvení, tankování, opravě nebo ukládání lodí. Často je k nim připojena také další infrastruktura na pevnině.